# Ézéchiel le Tragique
Pour les articles homonymes, voir Ézéchiel (homonymie).
Ézéchiel le Tragique est un auteur juif ayant vécu autour du IIe siècle av. J.-C. Il est l'auteur d'une tragédie en grec intitulée Ἐξαγωγή (Exagogé). C'est le seul de ses ouvrages qui a été conservé. Le thème de cette pièce est l'exode des Hébreux hors d'Égypte sous la conduite de Moïse. Seuls 269 vers de l’œuvre sont connus grâce à Eusèbe de Césarée qui les cite dans sa Préparation évangélique (livre IX).  Eusèbe a lui-même repris ces vers d'un ouvrage aujourd'hui perdu d'Alexandre Polyhistor consacré à l’histoire et aux coutumes juives. Le titre de la pièce, exagoge, est un synonyme de exodos et sert à désigner la « sortie » (d’Égypte).
La pièce paraphrase le récit du livre de l'Exode selon la traduction grecque de la Septante. Dans les fragments conservés, Moïse est le héros du drame. Certains détails viennent parfois embellir le récit. Le dernier passage conservé fait par exemple intervenir un oiseau merveilleux non nommé, mais qui a toutes chances d'être le mythique phénix, car apparaissant dans une oasis de palmiers homonymes : phoinix a les deux sens en grec. La pièce montre la connaissance qu'ont les Juifs de la culture grecque, de sa langue et de ses formes littéraires. Mais au lieu de s'inspirer des légendes hellénistiques ou de l'histoire contemporaine, la pièce puise surtout dans la tradition juive. Elle proclame la supériorité du dieu d'Israël, qui dirige les événements de l'histoire. La volonté d'utiliser une forme littéraire grecque pour présenter un thème juif montre que l'auteur est à la fois bien intégré à la culture hellénistique et qu'il est tout à fait l'aise pour se présenter comme un écrivain juif.